# لاک‌پشت جنگل آراکان
لاک‌پشت جنگل آراکان (نام علمی: Heosemys depressa) نام یک گونه از تیره لاک‌پشت‌های برکه‌ای اوراسیا است. این گونه به شدت در معرض خطر انقراض قرار دارد.